# Lexington Avenue
Lexington Avenue er en gade på østsiden af Manhattan i New York, USA. Den er ensrettet for trafikken fra nord, hvor den møder East 131st Street til den kommer til Gramercy Park ved East 21st Street. Gaden er 8,9 km lang og omfatter 110 blokke på sin vej gennem Harlem, Carnegie Hill, Upper East Side, Midtown og Murray Hill. Forlængelsen mod syd fra 21st Street til East 14th Street har navnet Irving Place og har trafik i begge retninger. 

## Offentlig transport
Busserne M98, M101, M102, M103 og BxM1 kører på dele af Lexington Avenue. 
Undergrundlinjen IRT Lexington Avenue Line løber under gaden fra 42nd Street til 125th Street.

## Gaden i kulturelle sammenhænge
En af de mest ikoniske scener i amerikansk film er optaget på Lexington Avenue. Det drejer sig om scenen i Billy Wilders Den søde kløe fra 1955, hvor Marilyn Monroe står på en luftkanal fra undergrundsbanen, og luft herfra blæser hendes skørt op, mens hun mere forsøger at holde det nede.